# Clubiona pseudominor
Clubiona pseudominor este o specie de păianjeni din genul Clubiona, familia Clubionidae, descrisă de Wunderlich, 1987.
Este endemică în Insulele Canare. Conform Catalogue of Life specia Clubiona pseudominor nu are subspecii cunoscute.